# بيير دوفال
بيير دوفال هو مغني أوبرا كندي، ولد في 17 سبتمبر 1932 في مونتريال في كندا، وتوفي في 31 مايو 2004 في لافال في كندا.